# Campeonato Catarinense de Futebol de 2023 - Série B
O Campeonato Catarinense de Futebol de 2023 - Série B foi a 37ª edição do segundo nível do futebol catarinense. Realizada e organizada pela Federação Catarinense de Futebol, a competição foi disputada por nove clubes a partir de maio.
Inicialmente o campeonato seria formato por dez clubes, porém o Próspera foi rebaixado à série C por decisão do TJD/SC.
O título do torneio ficou com a equipe do Nação após vencer o Inter de Lages na final. O primeiro jogo foi no estádio Vidal Ramos Júnior em Lages onde o time da serra venceu por 1 a 0 com o gol de Igor Bahia. O segundo jogo foi realizado na Arena Joinville. Com o placar elástico de 3 a 0 com gols de Fernando, Pedro Isidoro e Vinícius Sousa, o time do norte do estado ficou com o título da série B estadual.
Junto do Nação, o Inter de Lages também garantiu o acesso ao Campeonato Catarinense de 2024 - Série A.

## Regulamento
A competição é dividida em duas fases: a inicial em pontos corridos e a final em jogos de mata-mata.

### Primeira fase e fase final
Na primeira fase todas as equipes se enfrentam entre si em turno único. As oito primeiras colocadas estarão classificadas para os confrontos eliminatórios da segunda fase, que contará com jogos de ida e volta. A definição dos confrontos se dará pela posição das equipes na tabela, sendo que o  1º colocado enfrentará o 8º, o 2º encarará o 7º, o 3º jogará contra o 6º e o 4º pegará o 5º colocado.
O campeão e o vice disputarão a série A do Campeonato Catarinense de 2024. As quatro esquipes que ficarem melhor posicionadas no final do campeonato, também terão o direito a vaga na Copa Santa Catarina de 2024.

### Rebaixamento
A equipe que ao final da primeira fase, em pontos corridos, terminar em 9ª posição estará rebaixada e disputará a série C em 2024.

## Equipes participantes
| Equipe | Cidade         | Em 2022       | Estádio             | Capacidade | Títulos               |
| --- | -------------- | ------------- | ------------------- | ---------- | --------------------- |
| Caçador | Caçador        | 2° (Série C)  | Salézio Kindermann  | 6 500      | 0                     |
| Caravaggio | Nova Veneza    | 7°            | Da Montanha         | 2 273      | 0                     |
| Carlos Renaux | Brusque        | 6°            | Augusto Bauer       | 5 000      | 0                     |
| Guarani de Palhoça | Palhoça        | 8º            | Renato Silveira     | 2 081      | 2 (2003 e 2012)       |
| Inter de Lages | Lages          | 4º            | Vidal Ramos Júnior  | 6 000      | 3 (1990, 2000 e 2014) |
| Juventus de Jaraguá | Jaraguá do Sul | 12° (Série A) | João Marcatto       | 5 270      | 0                     |
| Metropolitano | Blumenau       | 5°            | Hermann Aichinger   | 3 000      | 1 (2018)              |
| Nação | Joinville      | 3°            | Arena Joinville     | 22 000     | 0                     |
| Santa Catarina | Rio do Sul     | 1° (Série C)  | Alfredo João Krieck | 7 000      | 0                     |
| Caçador Caravaggio Carlos Renaux Guarani de Palhoça Inter de Lages Juventus de Jaraguá Metropolitano Nação Santa CatarinaLocalização das equipes participantes. |                |               |                     |            |                       |

## Primeira fase
| Pos | Equipes             | Pts | J | V | E | D | GP | GC | SG  | %  | Zona de classificação            |
| --- | ------------------- | --- | - | - | - | - | -- | -- | --- | -- | -------------------------------- |
| 1   | Santa Catarina      | 16  | 8 | 4 | 4 | 0 | 10 | 3  | +7  | 67 | Classificados à fase final       |
| 2   | Nação               | 16  | 8 | 4 | 4 | 0 | 16 | 11 | +5  | 67 | Classificados à fase final       |
| 3   | Guarani de Palhoça  | 15  | 8 | 4 | 3 | 1 | 12 | 4  | +8  | 63 | Classificados à fase final       |
| 4   | Juventus de Jaraguá | 11  | 8 | 2 | 5 | 1 | 11 | 7  | +4  | 46 | Classificados à fase final       |
| 5   | Inter de Lages      | 11  | 8 | 2 | 5 | 1 | 5  | 4  | +1  | 46 | Classificados à fase final       |
| 6   | Metropolitano       | 7   | 8 | 2 | 1 | 5 | 8  | 10 | –2  | 29 | Classificados à fase final       |
| 7   | Caravaggio          | 7   | 8 | 1 | 4 | 3 | 6  | 9  | –3  | 29 | Classificados à fase final       |
| 8   | Carlos Renaux       | 6   | 8 | 1 | 3 | 4 | 3  | 9  | –6  | 25 | Classificados à fase final       |
| 9   | Caçador             | 4   | 8 | 1 | 1 | 6 | 3  | 17 | –14 | 17 | Rebaixado para a Série C de 2024 |

## Fase final
Em itálico, as equipes que disputaram a primeira partida como mandante. Em negrito, as equipes classificadas.
|  | Quartas de final          | Quartas de final          | Quartas de final          | Quartas de final          |   |                | Semifinais        | Semifinais        | Semifinais        | Semifinais        |  |       | Final             | Final             | Final             | Final             |  |  |
|  | 29 de julho a 6 de agosto | 29 de julho a 6 de agosto | 29 de julho a 6 de agosto | 29 de julho a 6 de agosto |   |                | 13 a 20 de agosto | 13 a 20 de agosto | 13 a 20 de agosto | 13 a 20 de agosto |  |       | 23 a 27 de agosto | 23 a 27 de agosto | 23 a 27 de agosto | 23 a 27 de agosto |  |  |
|  |                           |                           |                           |                           |   |                |                   |                   |                   |                   |  |       |                   |                   |                   |                   |  |  |
|  | Nação                     | 0                         | 1                         | 1                         |   |                |                   |                   |                   |                   |  |       |                   |                   |                   |                   |  |  |
|  | Caravaggio                | 1                         | 0                         | 1                         |   |                |                   |                   |                   |                   |  |       |                   |                   |                   |                   |  |  |
|  | Caravaggio                | 1                         | 0                         | 1                         |   | Nação          | 0                 | 1                 | 1                 |                   |  |       |                   |                   |                   |                   |  |  |
|  |                           |                           |                           |                           |   | Nação          | 0                 | 1                 | 1                 |                   |  |       |                   |                   |                   |                   |  |  |
|  |                           | Guarani de Palhoça        | 0                         | 1                         | 1 |                |                   |                   |                   |                   |  |       |                   |                   |                   |                   |  |  |
|  | Guarani de Palhoça        | Guarani de Palhoça        | 0                         | 1                         | 1 | 1              | 3                 | 4                 |                   |                   |  |       |                   |                   |                   |                   |  |  |
|  | Guarani de Palhoça        |                           |                           |                           |   | 1              | 3                 | 4                 |                   |                   |  |       |                   |                   |                   |                   |  |  |
|  | Metropolitano             | 0                         | 1                         | 1                         |   |                |                   |                   |                   |                   |  |       |                   |                   |                   |                   |  |  |
|  | Metropolitano             | 0                         | 1                         | 1                         |   |                |                   |                   |                   |                   |  | Nação | 0                 | 3                 | 3                 |                   |  |  |
|  |                           |                           |                           |                           |   |                |                   |                   |                   |                   |  | Nação | 0                 | 3                 | 3                 |                   |  |  |
|  |                           | Inter de Lages            | 1                         | 0                         | 1 |                |                   |                   |                   |                   |  |       |                   |                   |                   |                   |  |  |
|  | Santa Catarina            | Inter de Lages            | 1                         | 0                         | 1 | 1              | 4                 | 5                 |                   |                   |  |       |                   |                   |                   |                   |  |  |
|  | Santa Catarina            |                           |                           |                           |   | 1              | 4                 | 5                 |                   |                   |  |       |                   |                   |                   |                   |  |  |
|  | Carlos Renaux             | 1                         | 1                         | 2                         |   |                |                   |                   |                   |                   |  |       |                   |                   |                   |                   |  |  |
|  | Carlos Renaux             | 1                         | 1                         | 2                         |   | Santa Catarina | 2                 | 2                 | 4                 |                   |  |       |                   |                   |                   |                   |  |  |
|  |                           |                           |                           |                           |   | Santa Catarina | 2                 | 2                 | 4                 |                   |  |       |                   |                   |                   |                   |  |  |
|  |                           | Inter de Lages            | 4                         | 2                         | 6 |                |                   |                   |                   |                   |  |       |                   |                   |                   |                   |  |  |
|  | Juventus de Jaraguá       | Inter de Lages            | 4                         | 2                         | 6 | 1              | 0                 | 1                 |                   |                   |  |       |                   |                   |                   |                   |  |  |
|  | Juventus de Jaraguá       |                           |                           |                           |   | 1              | 0                 | 1                 |                   |                   |  |       |                   |                   |                   |                   |  |  |
|  | Inter de Lages            | 1                         | 1                         | 2                         |   |                |                   |                   |                   |                   |  |       |                   |                   |                   |                   |  |  |

## Final

### Partida de ida
| 23 de agosto | Inter de Lages | 1 − 0          | Nação | Vidal Ramos Júnior, Lages                                                   |
| 20:30        | Igor Bahia 70' | Súmula Borderô |       | Público: 4 452 Renda: R$ 133.245,00 Árbitro: SC Franciel dos Santos Martins |

### Partida de volta
| 27 de agosto | Nação                                                 | 3 − 0          | Inter de Lages | Arena Joinville, Joinville                                       |
| 15:00        | Fernando 28' · Pedro Isidoro 36' · Vinícius Sousa 84' | Súmula Borderô |                | Público: 898 Renda: R$ 11.570,00 Árbitro: SC Júlio César Pfleger |

## Premiação
| Campeão da Série B do Campeonato Catarinense de 2023 |
| ---------------------------------------------------- |
| Nação Campeão (1º título)                            |

## Classificação final
| Pos | Equipes             | Pts | J  | V | E | D | GP | GC | SG  | %  | Zona de classificação                              |
| --- | ------------------- | --- | -- | - | - | - | -- | -- | --- | -- | -------------------------------------------------- |
| 1   | Nação               | 24  | 14 | 6 | 6 | 2 | 21 | 14 | +7  | 57 | Campeão e classificado para a Série A de 2024      |
| 2   | Inter de Lages      | 22  | 14 | 5 | 7 | 2 | 14 | 12 | +2  | 52 | Vice-campeão e classificado para a Série A de 2024 |
| 3   | Guarani de Palhoça  | 23  | 12 | 6 | 5 | 1 | 17 | 6  | +11 | 64 | Eliminados nas semifinais                          |
| 4   | Santa Catarina      | 21  | 12 | 5 | 6 | 1 | 19 | 11 | +8  | 58 | Eliminados nas semifinais                          |
| 5   | Juventus de Jaraguá | 12  | 10 | 2 | 6 | 2 | 12 | 9  | +3  | 40 | Eliminados nas quartas de final                    |
| 6   | Caravaggio          | 10  | 10 | 2 | 4 | 4 | 7  | 10 | –3  | 33 | Eliminados nas quartas de final                    |
| 7   | Metropolitano       | 7   | 10 | 2 | 1 | 7 | 9  | 14 | –5  | 23 | Eliminados nas quartas de final                    |
| 8   | Carlos Renaux       | 7   | 10 | 1 | 4 | 5 | 5  | 14 | –9  | 23 | Eliminados nas quartas de final                    |
| 9   | Caçador             | 4   | 8  | 1 | 1 | 6 | 3  | 17 | –14 | 17 | Rebaixado para a Série C de 2024                   |

## Público
Médias de público
Estas são as médias de público dos clubes no campeonato. Considera-se apenas os jogos da equipe como mandante com público pagante e não pagante:
| Pos. | Equipe              | Média | Total  | Mandos | Maior | Menor |
| ---- | ------------------- | ----- | ------ | ------ | ----- | ----- |
| 1    | Inter de Lages      | 1 642 | 11 495 | 7      | 4 452 | 546   |
| 2    | Santa Catarina      | 1 419 | 8 515  | 6      | 2 945 | 844   |
| 3    | Juventus de Jaraguá | 708   | 3 540  | 5      | 1 103 | 302   |
| 4    | Caravaggio          | 665   | 3 327  | 5      | 962   | 387   |
| 5    | Guarani de Palhoça  | 424   | 2 545  | 6      | 764   | 214   |
| 6    | Nação               | 365   | 2 557  | 7      | 898   | 161   |
| 7    | Caçador             | 301   | 1 204  | 4      | 390   | 239   |
| 8    | Metropolitano       | 298   | 1 491  | 5      | 726   | 147   |
| 9    | Carlos Renaux       | 277   | 1 384  | 5      | 422   | 204   |